# Hafiz Ibid
Hafiz Ibid – sudański piłkarz grający na pozycji obrońcy. W swojej karierze grał w reprezentacji Sudanu.

## Kariera klubowa
W swojej karierze piłkarskiej Ibid grał w klubie Al-Hilal Omdurman.

## Kariera reprezentacyjna
W 1976 roku Ibid został powołany do reprezentacji Sudanu na Puchar Narodów Afryki 1976. Wystąpił na nim w trzech meczach grupowych: z Marokiem (2:2), z Nigerią (0:1) i z Zairem (1:1).